# Seminarium Literackie
Seminarium Literackie – konwent organizowany corocznie przez Śląski Klub Fantastyki, na którym spotykają się fani literatury fantastycznej przede wszystkim z pisarzami i tłumaczami działającymi w Fandomie.
Konwent tradycyjnie organizowany jest na terenie Wojewódzkiego Parku Kultury i Wypoczynku w Chorzowie wczesnym latem, przeważnie rozpoczyna się w piątek po Bożym Ciele. Konwent zazwyczaj trwa trzy dni, do popołudnia w niedzielę. W trakcie konwentu we wszystkie trzy dni twórcy i fani wygłaszają referaty związane z pewnymi zagadnieniami ze świata fantastyki, jak np. Wojna płci w fantastyce. Zwyczajowo po wygłoszeniu piątkowych referatów otwierany jest bankiet, podczas którego przyznawane są Śląkfy (nagrody Śląskiego Klubu Fantastyki) a dawniej także Złoty Meteor (antynagroda) dla osób związanych z fandomem.
Na Seminarium tradycyjnie odbywa się spotkanie rady Fandomu.